# Sunny (Morrissey)
Sunny è un brano del cantante inglese Morrissey.
Pubblicato anche come singolo, l'11 dicembre del 1995 dalla Parlophone, il disco raggiunse la posizione numero 42 della Official Singles Chart.

## Realizzazione
Scritto in collaborazione con il chitarrista Alain Whyte e prodotto da Steve Lillywhite, il brano non è contenuto in nessun album in studio (raccolte a parte) del cantante.
Nel testo si parla di droga e, molto probabilmente si riferisce al pugile Sonny Liston, che ebbe problemi di dipendenza e morì di overdose.
La copertina ritrae una foto di Morrissey, realizzata da Paul Spencer. Il videoclip promozionale, diretto da James O'Brien, mostra due ragazzi e una ragazza che gironzolano al Victoria Park di Londra. Nella raccolta My Early Burglary Years, dove il video compare come contenuto extra, è preceduto da un messaggio dello stesso Morrissey:

## Tracce
- UK 7"

1. Sunny - 2:44
2. Black-Eyed Susan - 4:07

- UK CDs

1. Sunny - 2:44
2. Black-Eyed Susan - 4:07
3. Swallow on My Neck - 2:50

## Formazione
- Morrissey – voce
- Alain Whyte - chitarra
- Boz Boorer - chitarra
- Jonny Bridgwood - basso
- Woodie Taylor - batteria